# Илинден 1903-1953 (сборник)
„Илинден 1903-1953“ (изписване до 1945 година: „Илиндень 1903-1953“) e пространен фотодокументален труд, отстояващ българския етнически характер и идеята за автономия на Македония. Излиза от печат в Индианаполис, САЩ, през 1953 година. Главен редактор на изданието е Любен Димитров от Централния комитет на Македонската патриотична организация.